# Aso (rzeka)
Aso (starożytna łacińska Asis) – jedna z rzek Marchii Ankońskiej we Włoszech, długości ok. 63 km.